# Ganthems kyrka
Ganthems kyrka är en kyrkobyggnad i Visby stift, Gotland som tillhör Dalhems församling.

## Kyrkobyggnaden
Kyrkan är murad av natursten och består av långhus med lägre, smalare absidkor i öster, kyrktorn i väster samt sakristia i norr. Kyrkan härstammar till största delen från romansk tid. De äldsta murarna återfinns i absidkoret, som härstammar från 1100-talets senare hälft. Under 1200-talets förra hälft tillkom det tvåskeppiga långhuset och tornet; långhusets östgavel byggdes väster om korets västvägg, på så vis tillkom den dubbla triumfbågen. Sakristian tillfogades 1930. Exteriören präglas av det höga tornet med kolonettförsedda ljudgluggar i två våningar samt åttkantig tornspira. Kyrkan har rundbågiga fönsteröppningar på södra sidan, varav det västra (ovanför sydportalen) är ursprungligt. Rundbågeportaler finns i tornets västmur och i långhusets respektive korets sydmur. Kyrkorummet täcks av fyra kryssvalv, uppburna av en mittkolonn. En så kallad ljudkruka finns inmurad i korvalvets topp. Kalkmålningar från 1400-talet pryder långhusets väggar. Passionsfrisen på norra sidan har aldrig varit överkalkad, vilket är ovanligt; övriga målningar framtogs 1967. Senare tiders åtgärder innefattar ny bänkinredning och läktare (nu borttagen) 1882, samt restaurering 1966 - 1967 efter förslag av domkyrkoarkitekten Eiler Græbe.

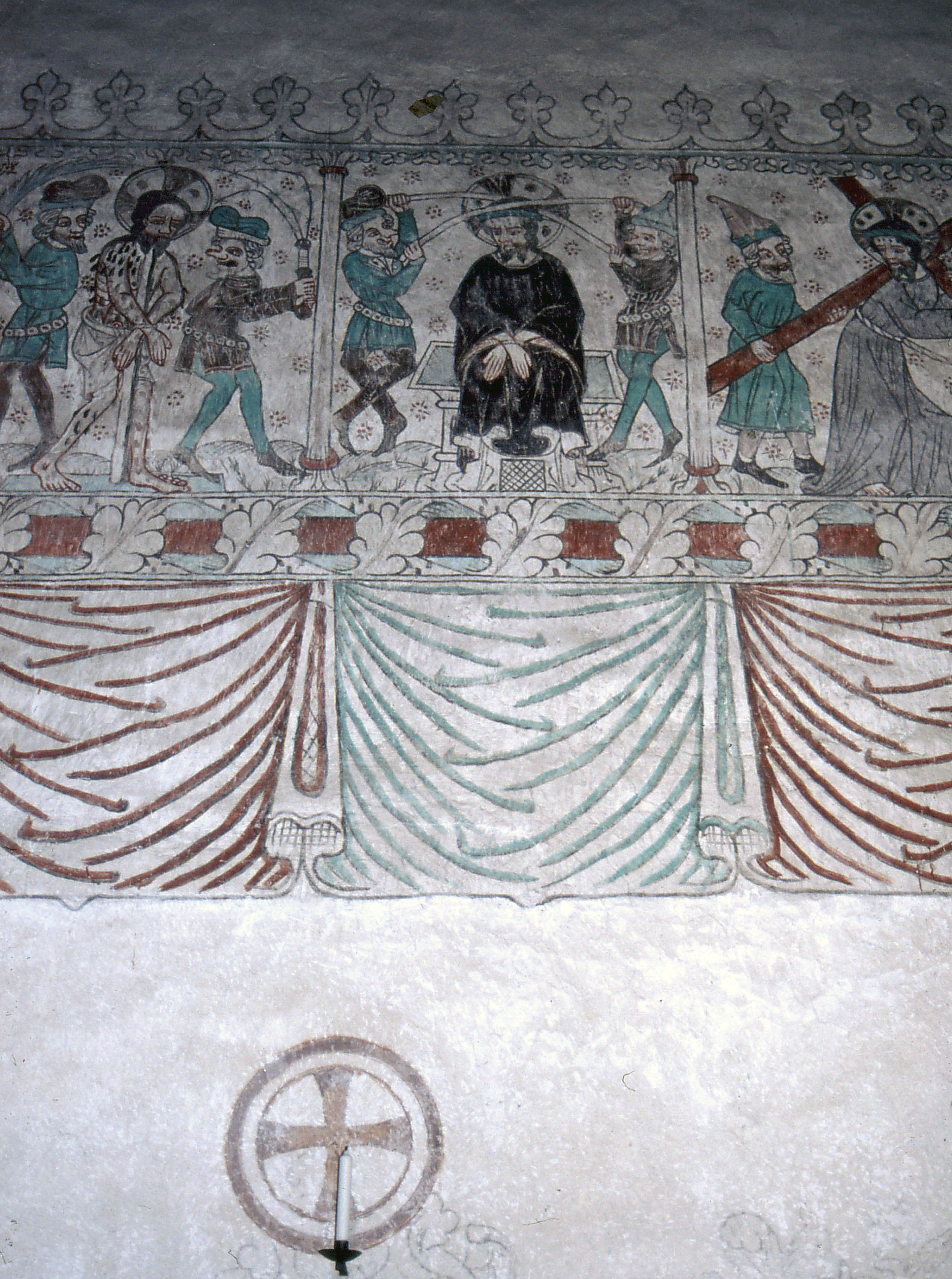
Passionsfris från 1400-talet i Ganthems kyrka

## Inventarier
- Dopfunten är från 1100-talet och tillhör den så kallade Hegvaldsgruppen.
- Triumfkrucifixet i romansk stil är från omkring år 1200.
- Altartavlan tillkom 1901 och är en kopia av en altartavla från 1300-talet som såldes till Historiska museet.
- Predikstolen tillkom 1655.

### Orgel
- Orgeln byggdes 1967 av Grönlunds Orgelbyggeri i Gammelstad. Orgeln är mekanisk och alla manualstämmor är delade. I kyrkan använde man tidigare ett harmonium.

| Manual        | Pedal      | Koppel  |
| Gedackt 8’    | Subbas 16’ | Man/Ped |
| Principal 4’  |            |         |
| Rörflöjt 4’   |            |         |
| Waldflöjt 2’  |            |         |
| Cymbel 2 chor |            |         |

## Bilder

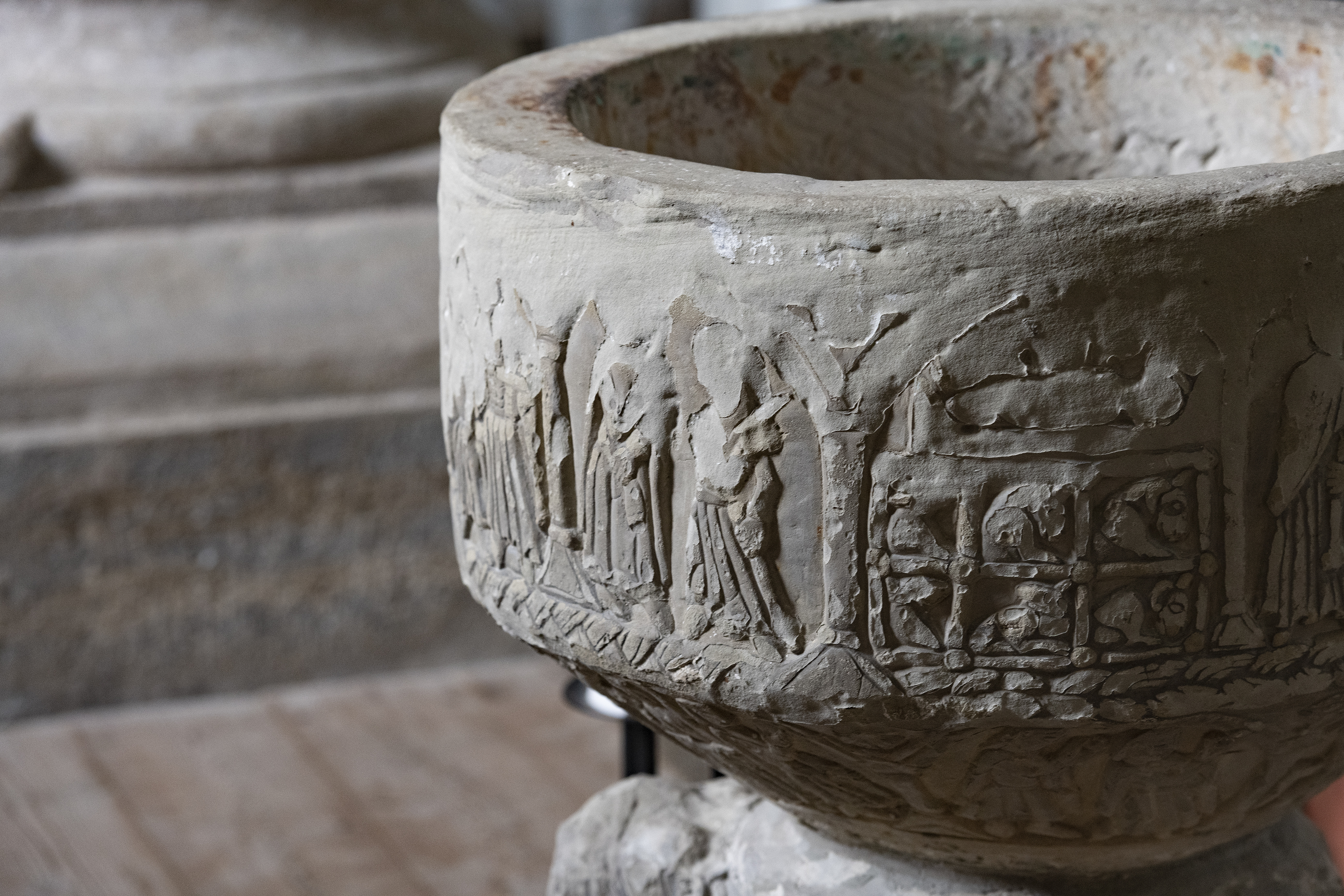
Dopfunt.
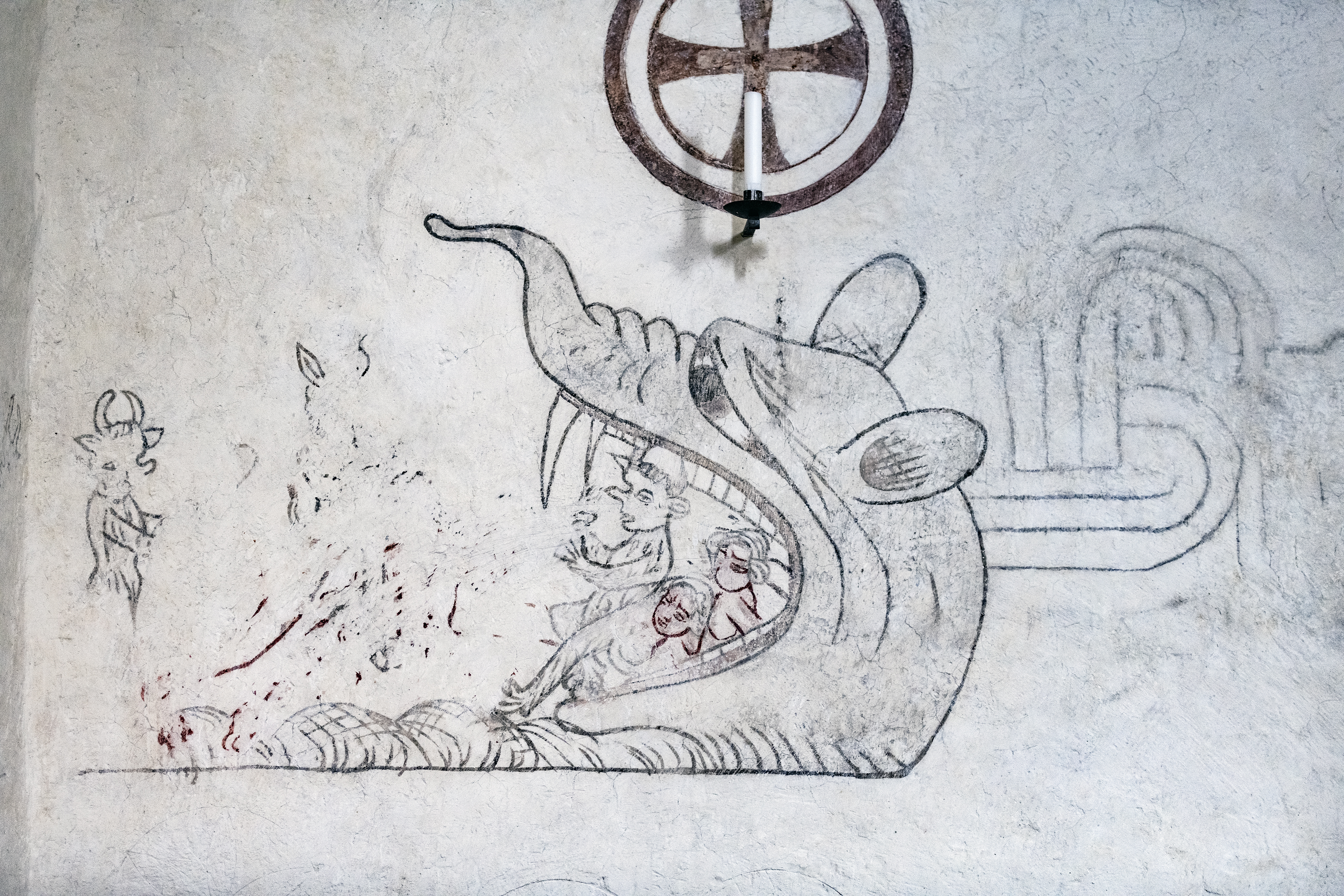
Muralmålning.
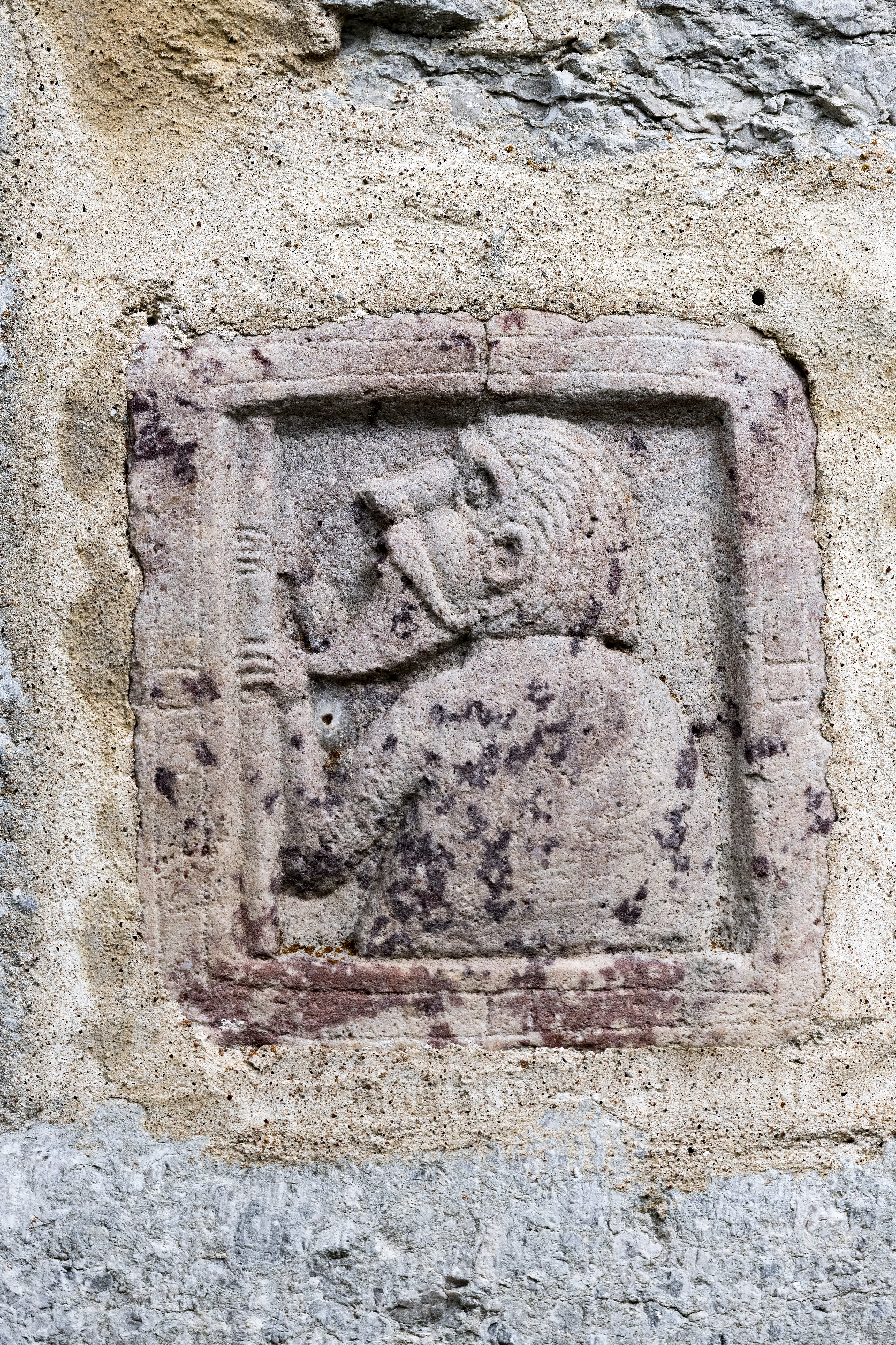
Relief, närbild.
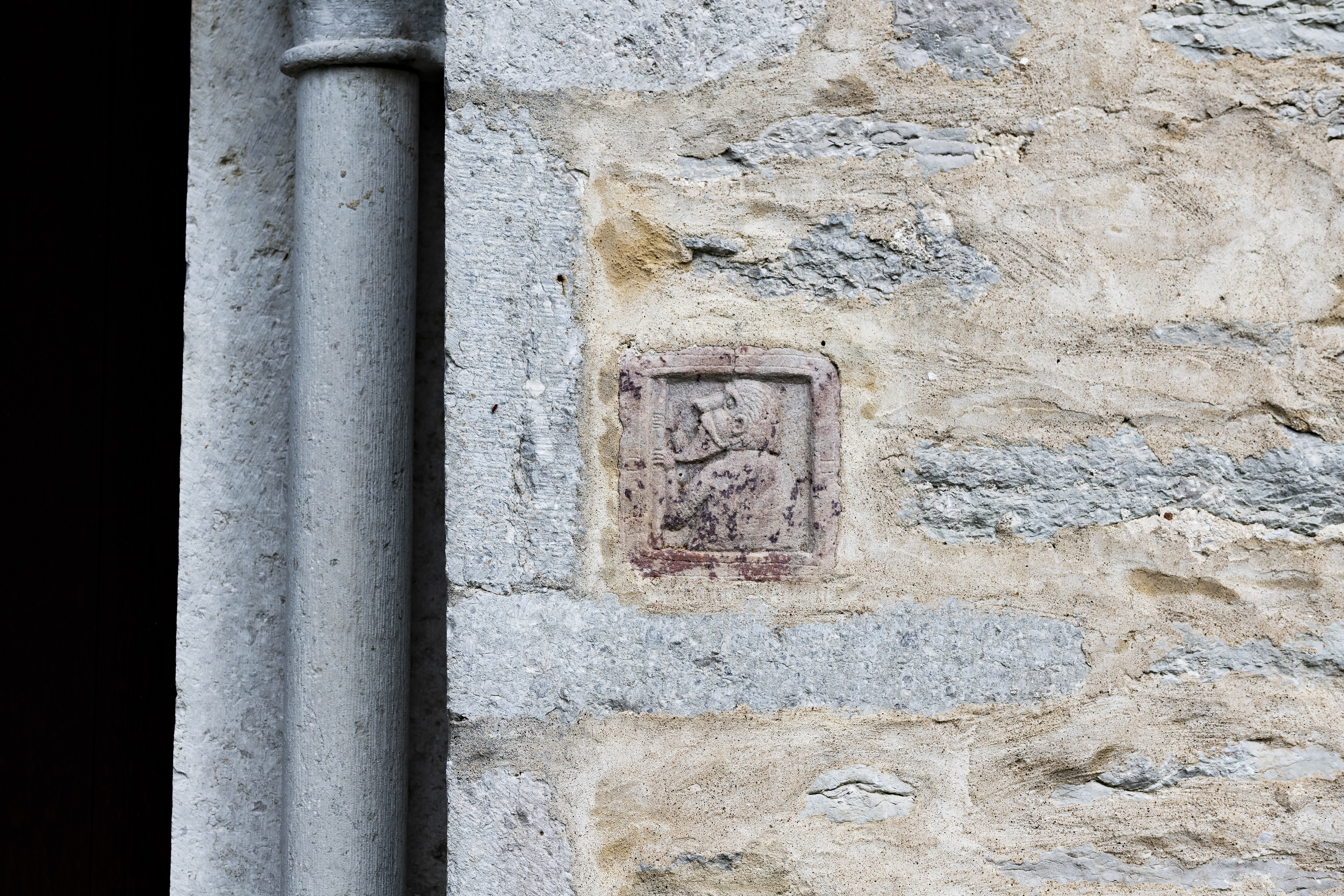
Romansk relief.

### Webbkällor
- Wikimedia Commons har media som rör Ganthems kyrka.
- Guteinfo
- PåGotland
- Orgelanders
- byggnadspresentation (Fritt material varifrån denna artikel delvis är hämtad)